# Lane (Kansas)
Lane – miasto położone w Hrabstwie Franklin.